# Damien de Martel
El comte Damien de Martel, nascut l'any 1878, mort l'any 1940, fou un diplomàtic francès.
Ministre plenipotenciari a la Xina i a continuació a Letònia, fou nomenat l'any 1932 alt comissari al Llevant, on va intentar imposar la presència francesa.

## Biografia
El comte Damien de Martel va començar la seva carrera l'any 1908, en tant que encarregat d'afers a la legació francesa de Pequín. Va estar en primer pla per observar els sobresalts de la revolució de 1911, l'efonsament del règim imperial i l'abdicació de Pu Yi. Elevat al rang de ministre plenipotenciari, tingué sota les seves ordres un jove secretari d'ambaixada anomenat Alexis Leger, conegut com a Saint-John Perse. De la seva llarga estada a la Xina, Damien de Martel va treure les dades per un llibre, Siluetes de Pequín (Silhouettes de Pékin), encara editat avui dia.
El 1921 fou encarregat pel govern francès de muntar la nova legació a Letònia, país que ve d'adquirir la seva primera independència (reconeguda internacionalment el 1922).
L'octubre de 1933, Damien de Martel fou enviat a Síria per ocupar la plaça d'alt comissionat de França al Llevant en substitució d'Henri Ponsot. Tempta d'imposar un tractat marcant la preeminència econòmica i militar de França a Síria i que consagrava la divisió del país. El Parlament sirià rebutja aquest acord el desembre.
Abandonà la seva plaça l'octubre de 1939 i tornà a França on morí l'any següent.